# Carolina Durante
Carolina Durante es una banda de indie rock madrileña formada en 2017 y compuesta por Diego Ibáñez (voz), Martín Vallhonrat (bajo), Juan Pedrayes (batería) y Mario del Valle (guitarra).
La banda publicó su primer EP, titulado Necromántico, en 2017, y para 2018 ya estaba consolidada en el panorama del indie español, destacando por la canción «Cayetano» y por su toque jovial, alegre y divertido. Han publicado tres discos: un álbum homónimo (2019), Cuatro chavales (2022)  y Elige tu propia aventura (2024). Han realizado una gira, Cuatro Chavales, que comenzó en 2022 y finalizó en febrero de 2023, recorriendo España y también países como Argentina, Chile, Colombia o México. Desde enero de 2025 realizan otra.

## Historia
La banda se formó en Madrid (España) en 2017, de la mano de cuatro amigos de la infancia: Diego Ibáñez (voz), Martín Vallhonrat (bajo), Juan Pedrayes (batería) y Mario del Valle (guitarra).La banda lleva el nombre de la periodista Carolina Durante (Madrid, 1994), una antigua compañera de clase del Colegio Santa María de Yermo de Chamberí. Según declaraciones de Durante al Faro de Vigo y a El País, en 2016 fue informada por unos antiguos compañeros de colegio con los que nunca había tenido relación sobre que la banda que estos querían formar llevaría su nombre. Durante no le dio mucha importancia,si bien en 2018 registró su nombre como persona civil.En diversas entrevistas los miembros de la banda cuentan historias diferentes sobre el origen de su nombre, argumentando que la historia original no es interesante.
El primer concierto de la banda fue en febrero de 2017. Su primer EP, titulado Necromántico,salió a la venta en diciembre de 2017, seguido de su segundo lanzamiento, Examiga, el 4 de mayo de 2018.En 2018, con un año de existencia, la banda ya tenía cierta relevancia y popularidad dentro del Indie español. En marzo publican su single «Cayetano», una canción parodia donde la banda se burla de los jóvenes adinerados y conservadores de la sociedad española.Ese mismo año publican «Perdona (ahora sí que sí)», junto con Amaia Romero, que acababa de ganar Operación Triunfoy «El himno titular», canción versionada por la banda Los Planetas y por Amaia.También durante 2018 el grupo tocó en los festivales españoles  Mad Cool, Bilbao BBK Liveo el Festival Internacional de Benicasim.Precisamente en 2018 fueron premiados por el Premio NIM a mejor artista emergente y a la mejor canción por «Cayetano».
Estilísticamente a la banda inicialmente se les comparó a la banda Los Nikis por sus canciones desenfadas y divertidas.Añaden un toque costumbrista.
En 2019 la banda publicó su primer álbum: Carolina Durante, a través del sello discográfico Sonido Muchacho.Esta misma discográfica actúa como sello de Cariño, Depresión Sonora, Kokoshca, La Bien Querida y Mujeres, entre otros.Su segundo álbum vendría en 2022, titulado como Cuatro chavales. En julio de 2023, Carolina Durante grabó una actuación para la emisora de música alternativa KEXP de Seattle, de Estados Unidos.
Su tercer álbum sería Elige tu propia aventura, publicado en 2024, que incluía el single «Normal», el cual tenía una parte cantada por Rosalía. Este nuevo álbum tenía un enfoque más serio, triste y nihilista,sin perder la ironía y la juventud que les caracteriza desde un principio. Viene acompañado por una gira homónima, que comenzó el 16 de enero de 2025 en Valencia e incluye "un WiZink" y una gira por Latinoamérica.

## Discografía

### Discos
- Carolina Durante, por Carolina Durante (2019), Sonido Muchacho / Universal Music Spain[27]
- Cuatro chavales (2022), Sonido Muchacho / Universal Music Spain[32]
- Elige tu propia aventura (2024), Sonido Muchacho / Universal Music Spain

### EPs
- Necromántico (2017), Sonido Muchacho[33]
- Examiga (2018), Sonido Muchacho[34]
- Del horno a la boca (2020), Sonido Muchacho[35]

### Sencillos
- «La noche de los muertos vivientes» (2017)
- «En verano» (2017)
- «Necromántico» (2017)
- «Cayetano» (2018)
- «Niña de hielo» (2018)
- «300 golpes» (2018)
- «El himno titular» (2018)
- «Perdona (ahora sí que sí)», con Amaia (2018)
- «Joder, no sé» (2019)
- «Las canciones de Juanita» (2019)
- «El año» (2019)
- «El perro de tu señorío» (2019)
- «Nuevas formas de hacer el ridículo» (2019)
- «No tan jóvenes» (2019)
- «La canción que creo que no te mereces» con J (Los Planetas) (2020)
- «El parque de las balas» (2020)
- «Lo Segundo, Ya No Tanto» (2020)
- «Espacio vacío»  con Él Mató a un Policía Motorizado (2020)
- «Famoso en tres calles» (2021)
- «Moreno de contrabando» (2021)
- «10» (2021)
- «La planta que muere en la esquina» (2022)
- «Granja escuela» (2022)
- «Salvaje pasión» (2022)
- «Casa Kira» con Orslok (2022)
- «Marta, Sebas, Guille y los demás» cover de Amaral (2023)
- «Ya no hay verano» cover de Depresión Sonora (2023)
- «Markusiano» con Depresión Sonora (2023)
- «Elige tu propia aventura» (2024)
- «Joderse La Vida» (2024)
- «Misil» (2024)
- «Hamburguesas» (2024)